# Stictis graminicola
Stictis graminicola är en lavart som beskrevs av Lasch. Stictis graminicola ingår i släktet Stictis, och familjen Stictidaceae. Arten är reproducerande i Sverige.